# Colquitt (Georgia)
Colquitt es una ciudad ubicada en el condado de Miller en el estado estadounidense de Georgia. En el censo de 2000, su población era de 1.939.

## Demografía
En el 2000 la renta per cápita promedia del hogar era de $24,792, y el ingreso promedio para una familia era de $31,413. El ingreso per cápita para la localidad era de $18,300. Los hombres tenían un ingreso per cápita de $23,487 contra $19,676 para las mujeres.

## Geografía
Colquitt se encuentra ubicado en las coordenadas 31°10′23″N 84°43′43″O / 31.17306, -84.72861 (31.173090, -84.728512).
Según la Oficina del Censo, la localidad tiene un área total de 21,4 km² (8,3 mi²), de la cual 21,4 km² (8,3 mi²) es tierra y 0 km² (0 mi²) (0.00%) es agua.